# TI Analog Design Contest
Der TI Analog Design Contest ist ein Wettbewerb für Studenten der Elektrotechnik und der Ingenieurwissenschaften aus Europa, dem Mittleren Osten und Afrika. Er wird gesponsert von Texas Instruments und Mouser Electronics.
Die Studenten können Erfahrungen sammeln, während sie an ihrem Designprojekt arbeiten. Dabei sollen sie die analogen und Embedded ICs (integrierte Schaltkreise) verwenden.

## Die Gewinner von 2012
Insgesamt 500 Studenten von 115 Universitäten nahmen im Jahr 2012 am TI Analog Design Contest teil. Es gewann ein Team der Katholischen Universität KU Leuven in Belgien. Die Gewinner schufen ein drahtloses Datenerfassungssystem für verbesserten Patientenkomfort. Die Studenten Hans De Clercq, Piet Callemeyn und Jereon Lecoutere erhielten für ihr Design 10.000 US-Dollar Preisgeld. Sie entwarfen Sensoren, die im Pyjama von Säuglingen angebracht werden. Über ein Funksystem können so die wichtigsten Lebensfunktionen von Säuglingen überwacht werden. Somit kann der frühe Kindstod von Babys in Krankenhäusern vermieden werden.

## Wettbewerb 2013
Die Studentengruppen konkurrieren um Geldpreise. Der Wettbewerb 2013 besteht aus zwei Runden. In der ersten Runde werden 20 Gewinnerteams ausgewählt. Sie erhalten 1.000 Dollar und erreichen die zweite Runde. In der Endrunde wird es vier Gewinnergruppen geben. Das erstplatzierte Team erhält 10.000 Dollar. Das Studententeam auf dem zweiten Platz gewinnt 5.000 Dollar. Die Teams auf dem dritten und vierten Platz bekommen jeweils 2.500 Dollar.

## Anmeldeschluss 2013
Im Jahr 2013 war der Anmeldeschluss am 28. Februar. Die Teilnehmer müssen über gute Englischkenntnisse verfügen, da ein Bericht auf Englisch verfasst werden muss. Am 30. September 2013 werden die Sieger der ersten Runde bekanntgegeben, am 31. Oktober 2013 die der Finalrunde.

## Der TI Analog Design Contest in Amerika
In Amerika gab es schon seit 2008 jedes Jahr einen Analog Design Contest. Er war jedoch nur für Teilnehmer aus den USA, Kanada und Puerto Rico. Da der Wettbewerb ein großer Erfolg war, wurde er erstmals 2012 auch in EMEA ausgerichtet. In Amerika weichen die Regeln ein wenig ab von denen, die für deutsche Teilnehmer gelten. Die Berichte der amerikanischen Gewinner der vergangenen Jahre sind im Internet veröffentlicht.